# Jacques Mayol
Jacques Mayol (* 1. April 1927 in Shanghai; † 22. Dezember 2001 in Capoliveri auf Elba) war ein französischer Apnoetaucher. Da er beruflich und privat viel mit Delfinen schwamm, war er auch als Delfin-Mann bekannt.

## Leben
Jacques Mayol war der Sohn eines französischen Architekten und wuchs in China auf. Während der Sommerferien in Japan schwamm er als Junge zum ersten Mal mit Delfinen. Dabei sah er auch den japanischen Ama-Taucherinnen zu, die mit Apnoe-Tauchen unter Wasser Austern ernten.
Mayol war der erste Taucher, der – am 23. November 1976 – ohne Atemgerät in eine Tiefe von mehr als 100 Meter gelangte.  Er hielt lange mehrere Weltrekorde im Apnoetauchen. Diese Leistungen waren eine Inspiration für Luc Bessons Taucherdrama Im Rausch der Tiefe (Le Grand Bleu /The Big Blue).
Seine Tauchtechnik beruhte weniger auf Muskelausbildung und der Maximierung von Luftspeicherung für den Abstieg, sondern eher auf der psychologischen Vorbereitung und der Konzentration auf den Tauchgang. Mayol besuchte in den 1960er-Jahren das Kaivalyadhama Yoga Research Institute in Lonavla (Distrikt Pune) in Maharashtra, um die Atemtechniken und Körperübungen von Pranayama-Yoga beim Arzt Mukund Bhole zu erlernen. Er war damit der erste Taucher, der Yoga als unterstützende Technik in das Apnoetauchen eingeführt hat.
Schon früh hatte sich seine Leidenschaft für das Tauchen mit seinem Interesse an Unterwasserarchäologie und an sagenhaften, verschollenen Kulturen verbunden. So untersuchte Mayol im Mittelmeer, vor der Küste von Marseille, eine in der Untiefe von Veyron gelegene, vermutete Ruinenanlage. Er unternahm auch Tauchexkursionen zur Bimini Road (Bahamas) und zu Unterwasser-Fundstätten bei den Kanarischen Inseln sowie zum Yonaguni-Monument im Ostchinesischen Meer.
In den 1990er Jahren wurde Mayol Vorbild und Freund für den Weltklasse-Apnoisten Umberto Pelizzari. In Pelizzaris Nachbarschaft auf der Insel Elba bezog Mayol eine Villa über der Mittelmeerküste als Altersruhesitz. Im Jahr 2000 veröffentlichte er seine Biographie Homo Delphinus: The Dolphin Within Man.
Im Laufe der Zeit nahm Pelizzari an Mayol stärker werdende Depressionen wahr. Die Krankheit begann nach dem gewaltsamen Tod seiner zweiten (deutschen) Frau Gerda während eines Überfalls in einem Supermarkt in Gainesville (Florida), bei dem sie im Januar 1975 von einem Junkie erstochen und Mayol selbst schwer verletzt worden war.  Sie führte schließlich 2001 zu Mayols Suizid.
Er hinterließ einen Sohn und eine Tochter aus erster Ehe. Seine Asche wurde vor der Küste der Toskana verstreut. Zu seinem Gedenken wurde vor der Küste seines Wohnorts auf Elba, in dem er 30 Jahre lebte, ein Denkmal versenkt. Dieses Monument befindet sich in ca. 16 m Tiefe im Südosten von Elba.

## Film
- Dolphin Man – Auf den Spuren von Jacques Mayol (OT: L'Homme dauphin, sur les traces de Jacques Mayol) Dokumentarfilm, Frankreich, Griechenland, 2017, 79 Min., Regie: Lefteris Charitos, Buch: Yuri Averof und Lefteris Charitos,  deutscher Sprecher: Philipp Moog, Produktion: Anemon Productions, Storyline entertainment, Les Films du Balibari, arte France, Wowow, Greek Film Centre, ERT, Erstsendung: 30. September 2017 bei arte, Inhaltsangabe von ARD.
  - Dolphin Man – Auf den Spuren von Jacques Mayol. In: arte.tv. Arte (+ Video)